# Olympische Sommerspiele 2012/Rudern – Doppelzweier (Männer)
Der Ruderwettbewerb im Doppelzweier der Männer bei den Olympischen Spielen 2012 in London wurde vom 28. Juli bis zum 2. August 2012 auf dem Dorney Lake ausgetragen. 26 Athleten in 13 Booten traten an. 
Die Ruderregatta, die über 2000 Meter ausgetragen wurde, begann mit drei Vorläufen. Die ersten drei zogen ins Halbfinale ein, die restlichen starteten im Hoffnungslauf. Dort konnten sich die drei ersten Boote für das Halbfinale qualifizieren.
In den zwei Halbfinals qualifizierten sich die ersten Drei für das Finale A, die übrigen Boote für das Finale B zur Ermittlung der Plätze 7 bis 12.
Die jeweils qualifizierten Boote sind hellgrün unterlegt.

## Titelträger
| Olympiasieger | Australien Besatzung: David Crawshay, Scott Brennan | Peking 2008 |
| Weltmeister   | Neuseeland Besatzung: Nathan Cohen, Joseph Sullivan | Bled 2011   |

## Vorläufe
28. Juli 2012

### Vorlauf 1
| Platz | Boot        | Besatzung                          | Zeit (min) |
| ----- | ----------- | ---------------------------------- | ---------- |
| 1     | Deutschland | Eric Knittel Stephan Krüger        | 6:17,74    |
| 2     | Litauen     | Rolandas Maščinskas Saulius Ritter | 6:17,78    |
| 2     | Slowenien   | Luka Špik Iztok Čop                | 6:17,78    |
| 4     | Australien  | David Crawshay Scott Brennan       | 6:21,25    |
| 5     | Kanada      | Michael Braithwaite Kevin Kowalyk  | 6:34,11    |

### Vorlauf 2
| Platz | Boot       | Besatzung                       | Zeit (min) |
| ----- | ---------- | ------------------------------- | ---------- |
| 1     | Norwegen   | Nils Jakob Hoff Kjetil Borch    | 6:16,31    |
| 2     | Italien    | Alessio Sartori Romano Battisti | 6:18,50    |
| 3     | Frankreich | Julien Bahain Cédric Berrest    | 6:19,61    |
| 4     | Ukraine    | Dmytro Michai Artem Morosow     | 6:49,70    |

### Vorlauf 3
| Platz | Boot           | Besatzung                    | Zeit (min) |
| ----- | -------------- | ---------------------------- | ---------- |
| 1     | Neuseeland     | Nathan Cohen Joseph Sullivan | 6:11,30    |
| 2     | Großbritannien | William Lucas Sam Townsend   | 6:11,94    |
| 3     | Argentinien    | Ariel Suárez Cristian Rosso  | 6:13,68    |
| 4     | Estland        | Juri-Mikk Udam Geir Suursild | 6:33,88    |

## Hoffnungslauf
29. Juli 2012
| Platz | Boot       | Besatzung                         | Zeit (min) |
| ----- | ---------- | --------------------------------- | ---------- |
| 1     | Australien | David Crawshay Scott Brennan      | 6:25,36    |
| 2     | Ukraine    | Dmytro Michai Artem Morosow       | 6:30,19    |
| 3     | Kanada     | Michael Braithwaite Kevin Kowalyk | 6:30,74    |
| 4     | Estland    | Juri-Mikk Udam Geir Suursild      | 6:38,50    |

## Halbfinale
31. Juli 2012

### Lauf 1
| Platz | Boot        | Besatzung                       | Zeit (min) |
| ----- | ----------- | ------------------------------- | ---------- |
| 1     | Argentinien | Ariel Suárez Cristian Rosso     | 6:19,40    |
| 2     | Neuseeland  | Nathan Cohen Joseph Sullivan    | 6:19,79    |
| 3     | Italien     | Alessio Sartori Romano Battisti | 6:20,68    |
| 4     | Deutschland | Eric Knittel Stephan Krüger     | 6:22,54    |
| 5     | Australien  | David Crawshay Scott Brennan    | 6:23,47    |
| 6     | Ukraine     | Dmytro Michai Artem Morosow     | 6:36,52    |

#### Lauf 2
| Platz | Boot           | Besatzung                          | Zeit (min) |
| ----- | -------------- | ---------------------------------- | ---------- |
| 1     | Slowenien      | Luka Špik Iztok Čop                | 6:19,97    |
| 2     | Litauen        | Rolandas Maščinskas Saulius Ritter | 6:21,62    |
| 3     | Großbritannien | William Lucas Sam Townsend         | 6:22,47    |
| 4     | Norwegen       | Nils Jakob Hoff Kjetil Borch       | 6:22,88    |
| 5     | Frankreich     | Julien Bahain Cédric Berrest       | 6:29,61    |
| 6     | Kanada         | Michael Braithwaite Kevin Kowalyk  | 6:38,94    |

## Finale

### Finale B
2. August 2012, 10:50 Uhr MESZ

Anmerkung: zur Ermittlung der Plätze 7 bis 12
| Platz | Boot        | Besatzung                         | Zeit (min) | Anmerkung                      |
| ----- | ----------- | --------------------------------- | ---------- | ------------------------------ |
| 7     | Norwegen    | Nils Jakob Hoff Kjetil Borch      | 6:20,82    |                                |
| 8     | Australien  | David Crawshay Scott Brennan      | 6:22,19    |                                |
| 9     | Deutschland | Eric Knittel Stephan Krüger       | 6:23,36    |                                |
| 10    | Frankreich  | Julien Bahain Cédric Berrest      | 6:26,44    |                                |
| 11    | Ukraine     | Dmytro Michai Artem Morosow       | 6:31,51    |                                |
| 12    | Kanada      | Michael Braithwaite Kevin Kowalyk | 6:32,61    |                                |
| 13    | Estland     | Juri-Mikk Udam Geir Suursild      | –          | im Hoffnungslauf ausgeschieden |

### Finale A
2. August 2012, 12:50 Uhr MESZ

Anmerkung: zur Ermittlung der Plätze 1 bis 6
| Platz | Boot           | Besatzung                          | Zeit (min) |
| ----- | -------------- | ---------------------------------- | ---------- |
| 1     | Neuseeland     | Nathan Cohen Joseph Sullivan       | 6:31,67    |
| 2     | Italien        | Alessio Sartori Romano Battisti    | 6:32,80    |
| 3     | Slowenien      | Luka Špik Iztok Čop                | 6:34,35    |
| 4     | Argentinien    | Ariel Suárez Cristian Rosso        | 6:36,36    |
| 5     | Großbritannien | William Lucas Sam Townsend         | 6:40,54    |
| 6     | Litauen        | Rolandas Maščinskas Saulius Ritter | 6:42,69    |

Nathan Cohen und Joseph Sullivan schafften den ersten Medaillengewinn und gleichzeitig ersten Olympiasieg eines neuseeländischen Bootes in dieser Bootsklasse. Für den 40-jährigen Slowenen Iztok Čop war es die sechste Teilnahme an Olympischen Spielen. Dabei konnte mit der Bronzemedaille in London einen kompletten Medaillensatz im Doppelzweier (Gold 2000, Silber 2004, alle zusammen mit Luka Špik) feiern. Dazu kam noch eine Bronzemedaille 1992 im Zweier ohne Steuermann. Sein Partner Luka Špik war zum fünften Mal dabei. Auch der Italiener Alessio Sartori nahm zum fünften Mal an Olympischen Spielen teil. Neben der Silbermedaille in London gewann er 2000 Gold im Doppelvierer und 2004 Bronze im Doppelzweier.